# Laichterův dům
Laichterův dům stojí na adrese Chopinova 1543/4, Praha 2 - Vinohrady. Dům byl postaven podle návrhu architekta Jana Kotěry mezi lety 1908-1910 jako sídlo nakladatelství Jana Laichtera. 

## Historie
Dům si nechal postavit Jan Laichter jako kombinaci sídla svého nakladatelství a činžovního domu. Návrh mu zhotovil prof. architekt Jan Kotěra a stavbu postavil stavitel Vojtěch Tuka. Prostory nakladatelství dominuje prostorná písárna spojená s bohatě zdobenou schodišťovou halou, která propojovala prostory nakladatelství s bytem Jana Laichtera. Hala je zdobená výmalbou Františka Kysely a dominuje jí lustr z dílny Františka Anýže. Za domem je architektonicky pojednaná zahrádka, která je součástí památkové ochrany. Původní návrh také počítal s dvojící soch na průčelí domu, které byly zadány sochaři Karlu Dvořákovi, ale z finančních důvodů nebyly mimo zmenšeniny nikdy realizovány.

#### Nástavba
V roce 1937 bylo k domu přistavěno čtvrté patro. Návrh koncepčně zpracoval architekt Pavel Janák a realizaci poté provedl architekt a stavitel Josef Záruba-Pfeffermann.

## Současnost
Mezi lety 2000 –  2021 sídlilo v domě nakladatelství Paseka. Zakladatel Paseky, nakladatel Ladislav Horáček, zprostředkoval a s majiteli spolufinancoval rekonstrukci výmalby Františka Kysely, díky čemuž bylo Pasece umožněno být v domě po 20 let za finančně výhodných podmínek. Dům je nadále ve vlastnictví rodiny a potomků Jana Laichtera.